# Mesobatrachia
Mesobatrachia — підряд земноводних ряду Безхвості. Має 6 родин, 24 роди, 187 видів.

## Опис
Загальна довжина представників цього підряду коливається від 2 до 20 см. Є своєрідною проміжною ланкою між Archaeobatrachia та Neobatrachia. У зв'язки з цим й отримала свою назву. Голова у більшості доволі масивна або середнього розміру. Очі переважно з вертикальними зіницями. Особливістю є будова хребта. У них є задньовогнуті (опистоцельні) хребці при поєднані з передньовогнутими (процельними) хребцями. Плечовий пояс рухливий. Ребра відсутні, також більшість не здатна вільно викидати свого язика при полюванні.

## Спосіб життя
Зустрічаються у різних ландшафтах. Можуть перебувати тривалий час на суходолі. Активність переважно присмеркова та вранішня. Здатні рити нори. Живляться безхребетними, дрібною рибою.
Це яйцекладні амфібії.

## Розповсюдження
Мешкають в Європі, Передній, Середній та Південно-Східній Азії, Північній та Південній Америці, Африці.

## Родини
- Megophryidae
- Pelobatidae
- Pelodytidae
- Pipidae
- Rhinophrynidae
- Scaphiopodidae